# Jugurtia oraniensis
Jugurtia oraniensis är en stekelart som först beskrevs av Amédée Louis Michel Lepeletier 1841.  Jugurtia oraniensis ingår i släktet Jugurtia och familjen Masaridae. Inga underarter finns listade i Catalogue of Life.